# Spoorlijn Champigneulles - Sarralbe
De Spoorlijn Champigneulles - Sarralbe was een Franse spoorlijn van Champigneulles via Bénestroff naar Sarralbe. De lijn was 82,5 km lang en heeft als lijnnummer 097 000.

## Geschiedenis
De spoorlijn werd door de Chemins de fer de l'Est in gedeeltes geopend. Van Champigneulles naar Château-Salins op 2 juni 1873, tegelijk werd de zijlijn van Burthécourt naar Vic-sur-Seille geopend. Het gedeelte van Château-Salins naar Sarralbe werd op 1 november 1881 geopend. Reizigersverkeer tussen Bénestroff en Sarralbe werd opgeheven op 31 mei 1970 en tussen Champigneulles en Bénestroff op 1 mei 1979, op het laatst reed hier een trein per dag. Goederenvervoer werd opgeheven tussen 1970 en 1991.

## Aansluitingen
In de volgende plaatsen is of was er een aansluiting op de volgende spoorlijnen:
Champigneulles
RFN 070 000, spoorlijn tussen Noisy-le-Sec en Strasbourg-Ville
RFN 078 000, spoorlijn tussen Champigneulles en Houdemont
Burthécourt
RFN 098 000, spoorlijn tussen Burthécourt en Vic-sur-Seille
Château-Salins
RFN 099 000, spoorlijn tussen Metz-Ville en- Château-Salins
Bénestroff
RFN 100 000, spoorlijn tussen Nouvel-Avricourt en Bénestroff
RFN 140 000, spoorlijn tussen Réding en Metz-Ville
Sarralbe
RFN 168 000, spoorlijn tussen Berthelming en Sarreguemines
RFN 169 000, spoorlijn tussen Kalhausen en Sarralbe

## Galerij

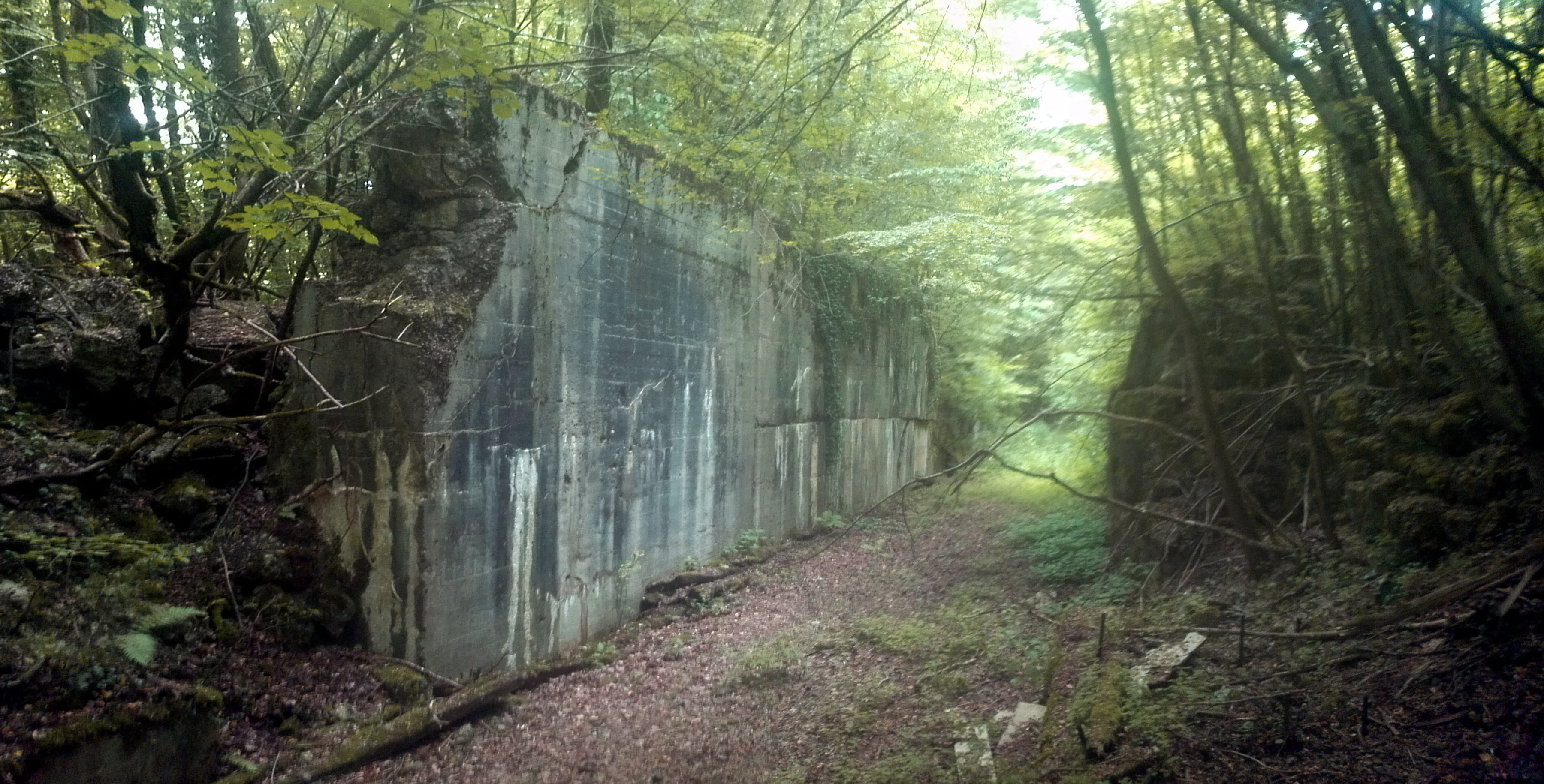
Resten van de ongelijkvloerse kruising bij Bénestroff voor het veranderen van rijrichting.
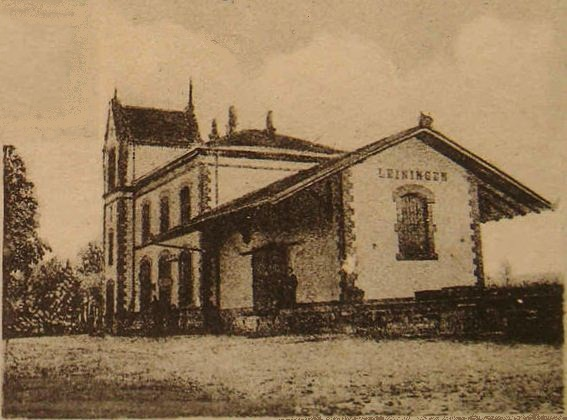
Station Léning in 1917